# Grand Prix Belgii 1979
Grand Prix Belgii 1979 (oryg. Grote Prijs van Belgie) – szósta runda Mistrzostw Świata Formuły 1 w sezonie 1979, która odbyła się 13 maja 1979, po raz szósty na torze Circuit Zolder.
37. Grand Prix Belgii, 26. zaliczane do Mistrzostw Świata Formuły 1.

## Klasyfikacja

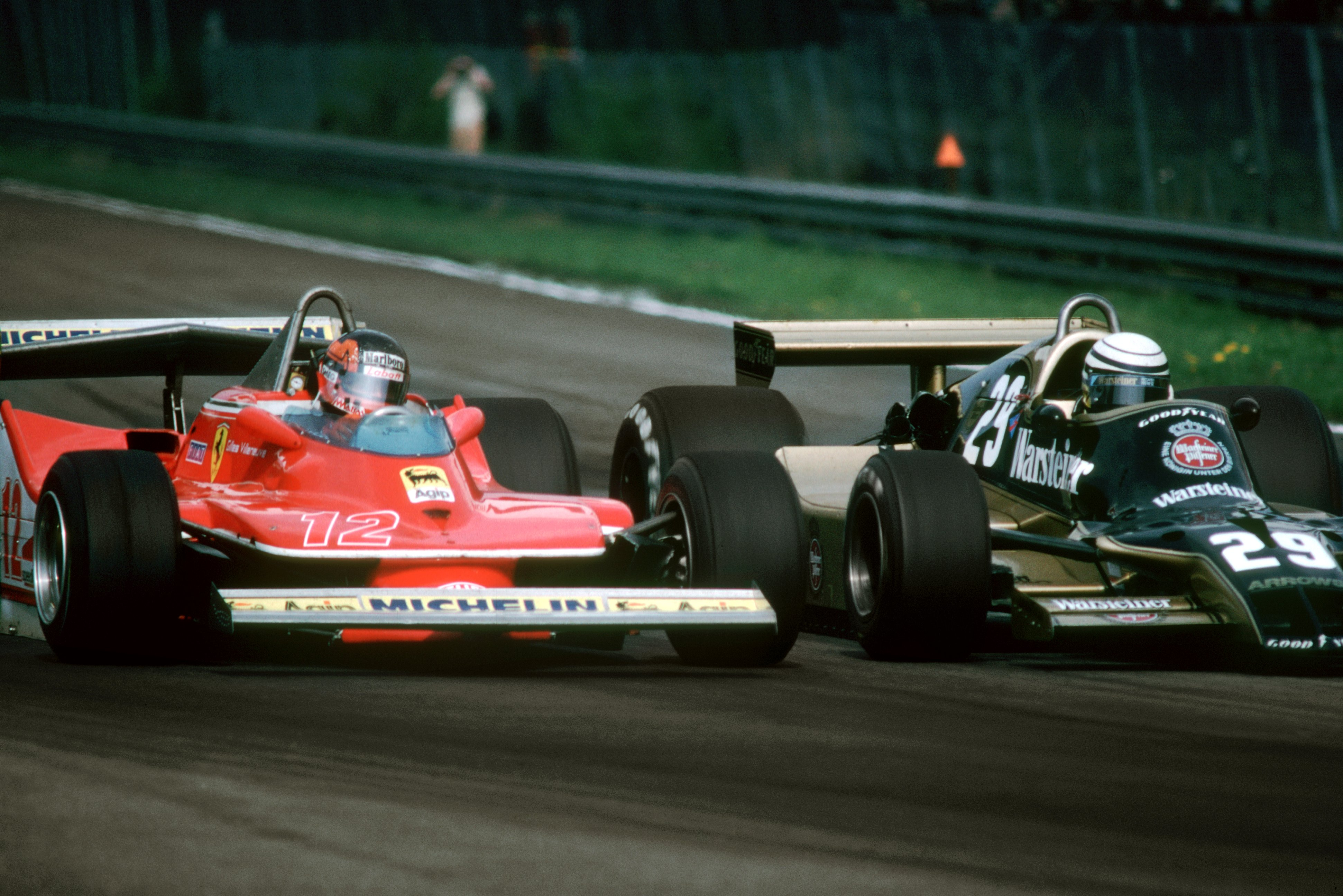
Gilles Villeneuve i Riccardo Patrese podczas ostatniego okrążenia wyścigu

| Poz. | Nr. | Kierowca               | Konstruktor        | Okrążeń | Czas/powód NU | Poz. start. | Punktów |
| ---- | --- | ---------------------- | ------------------ | ------- | ------------- | ----------- | ------- |
| 1    | 11  | Jody Scheckter         | Ferrari            | 70      | 1:39:59.53    | 7           | 9       |
| 2    | 26  | Jacques Laffite        | Ligier-Ford        | 70      | +15.36 sek.   | 1           | 6       |
| 3    | 3   | Didier Pironi          | Tyrrell-Ford       | 70      | +35.17 sek.   | 12          | 4       |
| 4    | 2   | Carlos Reutemann       | Lotus-Ford         | 70      | +46.49 sek.   | 10          | 3       |
| 5    | 29  | Riccardo Patrese       | Arrows-Ford        | 70      | +1:04.31      | 16          | 2       |
| 6    | 7   | John Watson            | McLaren-Ford       | 70      | +1:05.85      | 19          | 1       |
| 7    | 12  | Gilles Villeneuve      | Ferrari            | 69      | +1 okrążenie  | 6           |         |
| 8    | 9   | Hans Joachim Stuck     | ATS-Ford           | 69      | +1 okrążenie  | 20          |         |
| 9    | 14  | Emerson Fittipaldi     | Fittipaldi-Ford    | 68      | +2 okrążenia  | 23          |         |
| 10   | 17  | Jan Lammers            | Shadow-Ford        | 68      | +2 okrążenia  | 21          |         |
| 11   | 4   | Jean-Pierre Jarier     | Tyrrell-Ford       | 67      | +3 okrążenia  | 11          |         |
| NU   | 25  | Patrick Depailler      | Ligier-Ford        | 46      | Wypadek       | 2           |         |
| NU   | 20  | James Hunt             | Wolf-Ford          | 40      | Wypadek       | 9           |         |
| NU   | 27  | Alan Jones             | Williams-Ford      | 39      | Elektronika   | 4           |         |
| NU   | 1   | Mario Andretti         | Lotus-Ford         | 27      | Hamulce       | 5           |         |
| NU   | 6   | Nelson Piquet          | Brabham-Alfa Romeo | 23      | Silnik        | 3           |         |
| NU   | 5   | Niki Lauda             | Brabham-Alfa Romeo | 23      | Silnik        | 13          |         |
| NU   | 16  | René Arnoux            | Renault            | 22      | Turbo         | 18          |         |
| NU   | 35  | Bruno Giacomelli       | Alfa Romeo         | 21      | Wypadek       | 14          |         |
| NU   | 18  | Elio de Angelis        | Shadow-Ford        | 21      | Wypadek       | 24          |         |
| NU   | 30  | Jochen Mass            | Arrows-Ford        | 17      | Wypadł z toru | 22          |         |
| NU   | 31  | Héctor Rebaque         | Lotus-Ford         | 13      | Przen napędu  | 15          |         |
| NU   | 15  | Jean-Pierre Jabouille  | Renault            | 13      | Turbo         | 17          |         |
| NU   | 28  | Clay Regazzoni         | Williams-Ford      | 1       | Wypadek       | 8           |         |
| NZ   | 8   | Patrick Tambay         | McLaren-Ford       |         |               |             |         |
| NZ   | 24  | Arturo Merzario        | Merzario-Ford      |         |               |             |         |
| NZ   | 22  | Derek Daly             | Ensign-Ford        |         |               |             |         |
| NZ   | 36  | Gianfranco Brancatelli | Kauhsen-Ford       |         |               |             |         |